# Galavant: Season 2 (Original Soundtrack)
Galavant: Season 2 (Original Soundtrack) è il secondo album colonna sonora tratto dalla serie TV Galavant, pubblicato il 29 gennaio 2016.

## Tracce
1. A New Season – 4:14
2. Off with His Shirt (feat. Kylie Minogue) – 2:17
3. World's Best Kiss – 1:44
4. Let's Agree to Disagree – 1:40
5. Build a New Tomorrow (feat. Matt Lucas) – 1:49
6. The Happiest Day of Your Life (feat. Robert Lindsay) – 2:24
7. If I Were a Jolly Blacksmith – 2:13
8. As Good As It Gets – 2:05
9. Serenade – 2:07
10. What Am I Feeling – 2:14
11. My Dragon Pal and Me – 1:42
12. Different Kind of Princess (feat. Sheridan Smith) – 1:51
13. Dwarves vs. Giants – 1:52
14. Today We Rise – 2:10
15. He Was There – 1:29
16. Time Is of the Essence (feat. Reece Shearsmith) – 1:30
17. Goodbye (feat. Eddie Marsan) – 2:40
18. Love Makes the World Brand New – 1:32
19. I Don't Like You – 1:36
20. Finally – 2:04
21. A Dark Season – 1:09
22. Galavant Recap – 2:04
23. A Good Day to Die – 3:13
24. Do the D'Dew – 1:48
25. Will My Day Ever Come (feat. Alfie Simmons) – 2:10
26. A Real Life, Happily Ever After – 2:23
27. A Good Day to Die (Reprise) – 1:12
28. Season 2 Finale (feat. "Weird Al" Yankovic) – 3:51